# Pietroșani (okręg Teleorman)
Pietroșani – wieś w Rumunii, w okręgu Teleorman, w gminie Pietroșani. W 2011 roku liczyła 2941 mieszkańców.